# 岩瀧口站
岩瀧口站（日语：／ Iwataki-guchi eki */?）是位於京都府宮津市須津705番4號，WILLER TRAINS（京都丹後鐵道）的宮豐線（愛稱為宮津線）車站。車站編號為T15。此站的愛稱是「阿蘇之入江（日语：／）」。

## 概要
車站是位於宮津市內。同時為前岩瀧町（現時：與謝野町）的玄關站。由於該町沒有鐵路車站，同時為岩瀧町的入口，因此此站名稱為「岩瀧口站」。
此站只有普通列車停站。在1996年3月16日時間表修正前，急行「丹後」1號、2號（從西舞鶴站前是普通列車。）、5號（在西舞鶴站起為普通列車）、8號、9號停靠此站。
在國鐵、JR時代，於站前設有煙草屋兼宿屋，在旅館江戶屋內的煙葉售賣處可售賣車票。
另外，逢第2個星期日，吉津婦人會會在車站大樓內舉行「親睦 Hot沙龍」。

## 歷史
- 1925年（大正14年）7月31日 - 國有鐵道宮津站至丹後山田站（現時：與謝野站）之間開通，此站啟用[1]。
- 1987年（昭和62年）4月1日 - 伴隨國鐵分割民營化，車站由西日本旅客鐵道（JR西日本）營運[1]。
- 1990年（平成2年）4月1日 - 宮津線由北近畿丹後鐵道接管，成為北近畿丹後鐵道車站[1]。
- 1992年（平成4年）3月 - 現時車站大樓開始使用。
- 2015年（平成27年）4月1日 - 由WILLER TRAINS接管車站，成為京都丹後鐵道宮豐線車站。

## 車站構造
車站是一座地面車站，設有1面1線單式月台，豐岡方向的列車會開啟右邊車門。前往豐岡方向和宮津方向的列車使用同一月台。由於車站沒有轉轍器和絶對信號機，因此被定義為停留所。此站曾經設有列車交會設施，現時這設施已經撒走。
在國鐵車站啟用當初設有車站職員當值，現時為無人車站。

## 使用狀況
以下為近年1日平均乘車人次列表
| 乘車人次變化 | 乘車人次變化    |
| 年度         | 1日平均乘車人次 |
| ------------ | --------------- |
| 1999         | 156             |
| 2000         | 137             |
| 2001         | 140             |
| 2002         | 90              |
| 2003         | 99              |
| 2004         | 85              |
| 2005         | 123             |
| 2006         | 96              |
| 2007         | 107             |
| 2008         | 104             |
| 2009         | 82              |
| 2010         | 60              |
| 2011         | 60              |
| 2012         | 68              |
| 2013         | 47              |
| 2014         | 47              |
| 2015         | 38              |
| 2016         | 63              |
| 2017         | 55              |
| 2018         | 47              |

## 車站周邊
站前為住宅區。
- 宮津警署（日语：宮津警察署）吉津駐在所
- 日本冶金工業大江山製造所
- 須津彥神社
- 國道176號（日语：国道176号）

## 巴士路線
丹海巴士設有巴士路線於此站前前往宮津站、伊根方向。在2006年，丹海巴士巴士路線開始駛入此站以方便乘客轉乘。曾經「岩瀧口站前」巴士站名為「須津」。

## 相鄰車站
WILLER TRAINS（京都丹後鐵道）
宮豐線（宮津線）
快速「丹後路」（只有下行方向）
通過
普通
天橋立（T15）－岩瀧口（T16）－與謝野（T17）

## 注腳
1. 1 2 3 4 5  曾根悟（監修）. 朝日新聞出版分冊百科編集部（編集） , 编. . 週刊朝日百科. 14号 神戸電鉄・能勢電鉄・北条鉄道・北近畿タンゴ鉄道. 朝日新聞出版. 2011-06-19: 24、27–28頁 （日语）.
2. ↑  京都丹後鐵道官方網站 （页面存档备份，存于）（日語）
3. ↑  . 北近畿丹後鐵道. 2013-06-10  [2015-11-30]. （原始内容存档于2015-12-08） （日语）.
4. ↑  吉津婦人会から「ほっとさろん」開催[]（日語） - 宮津市官方網站、廣報誌需知版（9月3日發行）2010年9月3日。
5. ↑  京都府統計書

## 外部連結
- 岩瀧口站 （页面存档备份，存于）（日語） - 京都丹後鐵道